# 朱翊鈏
益宣王朱翊鈏（1537年8月28日—1603年4月6日），自号潢南道人，明朝宗室藩王，益庄王朱厚炫之孙，益昭王朱載增长子，母亲为王妃鄭氏。

## 生平
父亲王世子朱載增1546年去世，当时朱翊鈏十歲，襲封為世孫。其祖父朱厚炫于1577年薨逝，1580年，朱翊鈏嗣益王。朱翊鈏共在位二十四年，壽六十七歲。1603年薨逝，諡號宣王。葬于江西省南城县境内。1979年12月，江西南城县岳口乡游家巷在挖渠时发现朱翊鈏夫妇墓，并发掘。

## 王室

### 妻妾
- 元妃李英姑
- 繼妃孫氏，儒官孙鏜之女[2]
- 次妃李氏

### 子
- 长子，早夭
- 次子朱常𰝢，號仙源，益敬王
- 三子朱常溱，號養源[3]，黎丘莊懿王
- 四子朱常洚，號璇源，浦陽肅安王
- 五子朱常汭，號澄源，淳河懷僖王
- 六子朱常汛，號心源，華山王
- 七子，早夭
- 八子朱常淶，號長源[4]，筠溪王
- 九子朱常湑，號泝源[5]，羅川懿康王
- 十子朱常漈，安仁昭憲王
- 十一子朱常𣶗，號靈源，德化王
- 十二子朱常洞，號正源，德安王
- 十三子朱常湖，鄖西王
- 十四子朱常溡，豐城王
- 十五子朱常淄，瀘溪王
- 十六子朱常湡，峽江王
- 十七子朱常漴，安義王
- 十八子朱常泫，新建王
- 十九子朱常漣，號慶源，奉新王

### 女
- 維楊郡主朱氏
- 平石郡主朱氏
- 另有十四女

## 圹志
[誌蓋]

大明益宣王圹志

[誌文]

翰林院奉敕撰文。 　　
王姓朱氏，讳翊鈏，益昭王元子。母妃郑氏。生于嘉靖十六年七月二十三日未时，初封崇仁王长孙。及祖崇仁王以弟嗣其兄益庄王位，则进封为益世孙，时昭王已早世矣。至万历八年六月初十日，乃以世孙承统，而册封益王云。王薨于万历三十一年二月二十五日亥时，享年六十有七。元妃李氏，继妃孙氏，次妃李氏。子十八人：长常𰝢，册封益世子。次常溱，封黎丘王，薨，无嗣，谥庄懿。次常洚，封浦阳王。常汭，封淳河王，薨，谥怀僖。常汛，封华山王。常涞，封筠溪王。常湑，封罗川王，薨，谥端懿。常漈，封安仁王，薨，谥昭宪。常𣶗，封德化王。俱孙妃出。常洞，封德安王。常湖，封郧西王。常溡，封丰城王。常淄，封泸溪王。常湡，封峡江王。常漴，封安义王。常泫、常涟，尚幼。俱次妃李氏出。孙十四人：世子之子曰由校，塞元孙也；次由𣔌，今暂封镇国将军，曰由橦、由栋、由槤，尚未请封。淳河王之子曰由栻，业袭封矣。华山王之子曰由枝，今封长子。罗川王之子曰由核，亦既袭封矣。安仁王之子曰由棅，已封长子；次曰由柘；又有四子，尚未请名。德化王之子二，未请名如之。女十六人：长封维杨郡主，次封平石郡主，余十四人俱待封者。王薨，府之土民哀慕如丧考妣。上辍视朝三日，遣大理寺左少卿张呜冈，尚宝司司丞叶茂才，行人柯维綦，中书吴亮，博士殴承愚谕祭，及治丧葬如礼。圣母、中宫、东宫，俱赐祭。而在京文武等官亦各致祭焉。王性仁孝，每思父母不及养至暮年，未尝不雪涕交颐，盖诚五十而犹慕者也。其事祖恭王、祖母吴妃，平居则谒诚养志，遇疾则汤药躬尝，疾笃则呼天请代，居丧则哀毁骨立，扶榇则徒跣忘劳。启寝园而见仪，则号恸几绝。疏于朝而改卜，则情词恳至。后获吉壤，有五色芝草呈瑞。人咸以为孝感焉。且也营别宫以居伯祖母万妃，而事之如祖父母，尽禄养以。待继母章夫人，而事之如所生之母。此皆其孝之纯至者也。王有异母弟，善为飞语，往往中王，殆类含射之蜮，而王处之怡然。至于谢白叔昆弟族姓，恩意周洽，罔不人得其欢心者也，王之道备矣。王自奉藩以来，其善行非一。即如林之笔，尤未易书。姑试纪其大者，入宗庙则思孝，对社稷则思敬，遇祝圣拜表则思忠，遇钦使奉册则俨天颜于咫尺，遇朝廷有大兴作，则捐禄以助鸿工，遇诸臣僚则折节而有礼，遇诸俊彦则吐握而有文，遇诸黎庶则嘉惠而有恩，此盖其彰明较著者也。至若语文章之事，则左图右史，不废朝昏；心咏口吟，悉腾众听。所著有诗文及礼乐志、乐编凡若干卷，传于世肆。皇帝赐题其藏书之所曰：逊学书院。语书法之精，则李，钟之篆隶，实所取宗，张、王之行楷，兼所钦式。皇帝函篷命书，以昭宠异。兹钜典也，陈思弗得擅文，而河间恒让礼乐矣。其他正山川社稷之坛位，修文庙之乐器，建祧庙之堂庑，罢行商之榷税，助设泸溪之县，佐驾太平之桥，扩泮池，兴社学，赈饥荒，收枯骨，是又周文卫武之流亚者也，可以风矣。故其德播于朝野，其芳传于胤嗣。而世子象贤，诸王彪炳，盖亦垂仁之所致也。薨之日，精神不紊，仍戒其子若孙曰：“忠敬孝友，是天王之所以溢美我者也，尔等守是四字足矣。其葬地当附我于昭考之侧，庶我得以追欢于地下，且不扰民也。”仁孝之心，盖始终一矣。而世子仰体王心，以万历癸卯十二月初三日子时，奉王柩及李妃、孙妃二柩，合葬于南城县十都七宝山，是即昭王之墓侧也，首癸址丁。呜呼！王以宪宗玄孙，为国屏翰。百行纯全，六艺咸备。麟趾螽斯，庆衍奕世。一疾考终，夫复何憾。爰述其概，纳诸幽圹，用垂不朽云尔。 　　
万历三十一年岁次癸卯十二月初三日，不肖男益世子常𰝢稽颡命工勒石。

[誌蓋]
大明册封益宣王妃李氏圹志

[誌文]

妃姓李氏，建昌府南城县待封兵马指挥清之长女。母王氏。嘉靖十七年十二月二十一日生。嘉靖三十一年六月二十六日，封为崇仁王长孙夫人。嘉靖三十五年二月初九日，以疾薨，享年仅十九岁。子一人，早殇。讣闻，皇帝赐祭，命有司营葬。中宫、公主，皆遣祭焉。嘉靖三十六年三月二十二日，权厝于七宝山先营之右。万历九年六月二十二日，追封为益王妃。万历十一年十一月十八日，迁葬于南城县四十七都衍硕山之原。今万历三十一年十二月初三日，复以先王遗命，迁柩合葬于七宝山。呜呼！妃生而贞淑，姆训克闲，早承钦命，作配亲藩。孝慈著美，勤俭居身，琴瑟静好，聿彰徽音。何显号之未膺，乃寿引之弗长，嗣哀诏之追封，伤月落乎空梁。爰载迁于吉壤，亦懿德之口口，名在身藏，复何憾焉。爰述其概，纳诸幽圹，用垂不朽云尔。
大明万历三十一年岁次癸卯十二月初三日，不肖男益世子常𰝢稽颡命工勒石。